# Alan Ruck
Pour les articles homonymes, voir Ruck (homonymie).
Alan Douglas Ruck est un acteur américain, né le 1er juillet 1956 à Cleveland, Ohio (États-Unis).

## Biographie
Alan Ruck est né en 1956 d'une maîtresse d'école et d'un père qui travaillait dans une entreprise pharmaceutique. Il étudie à la Palma Senior High School à Parma, dans l'Ohio et obtient son diplôme à l'Université de l'Illinois à Chicago en 1979.
Il épouse Claudia Stefany en 1984, avec laquelle il a deux enfants, Emma et Sam. Ils divorcent en  2005.
Il est marié à l'actrice Mireille Enos depuis janvier 2008 ; ensemble ils ont deux enfants, Vesper Vivianne Ruck, née le 23 septembre 2010, et Larkin Zouey Ruck, né le 23 juillet 2014.

## Filmographie

### Cinéma
- 1983 : Bad Boys : Carl Brennan
- 1983 : Class : Roger Jackson
- 1986 : La Folle Journée de Ferris Bueller  de John Hughes : Cameron Frye
- 1987 : Three for the Road (en) de Bill L. Norton : T.S.
- 1989 : Les Trois Fugitifs : Détective Tener
- 1989 : Bloodhounds of Broadway : John Wangle
- 1990 : Just Like in the Movies : Dean
- 1990 : Young Guns 2 : Hendry William French
- 1994 : Speed  de Jan de Bont : Stephens
- 1994 : Star Trek : Générations : Capt. John Harriman
- 1995 : Drôle de singe : Dan Woodley
- 1996 : Twister de Jan de Bont : Robert 'Rabbit' Nurick
- 1998 : Walking to the Waterline : Duane Hopwood
- 2000 : Endsville : Kenneth Thith
- 2000 : Everything Put Together : Kessel
- 2003 : Treize à la douzaine : Bill Shenk
- 2005 : Exact Fare : Patty
- 2007 : Goodbye Baby : Douglass
- 2007 : Kickin It Old Skool : Dr Fry
- 2008 : Eavesdrop : Casper
- 2008 : InAlienable (en) : Dr Proway
- 2008 : Phénomènes : Principal
- 2008 : La Ville fantôme : Le fantôme du père
- 2009 : Star Trek: Of Gods and Men : Capt. John Harriman
- 2009 : I Love You, Beth Cooper : Mr Cooverman
- 2010 : False Creek Stories : Doug
- 2010 : Mesures exceptionnelles : Pete Sutphen
- 2011 : Close-Up : Le directeur
- 2011 : Interpersonal Exopolitics : P. Murdock Barron
- 2012 : Goats : Dr Eldridge
- 2012 : Shanghai Calling : Marcus Groff
- 2017 : War Machine de David Michôd : Pete Duckman
- 2018 : Gringo de Nash Edgerton : Jerry
- 2018 : Sierra Burgess Is a Loser de Ian Samuels : Mr. Burgess
- 2019 : Captive State de Rupert Wyatt : Rittenhouse
- 2020 : Freaky de Christopher Landon
- 2023 : Death Business de Maggie Betts : Mike Allred
- prochainement : Wind River: Rising de Kari Skogland

## Voix françaises
En France, Laurent Morteau est la voix française régulière d'Alan Ruck.
| - Laurent Morteau dans : - Spin City (série télévisée) - Everything Put Together - Médium (série télévisée) - Ghost Whisperer (série télévisée) - Boston Justice (série télévisée) - Psych : Enquêteur malgré lui (série télévisée) - Justified (série télévisée) - Persons Unknown (série télévisée) - Numb3rs (série télévisée) - NCIS : Los Angeles (série télévisée) - Les Experts : Miami (série télévisée) - Fringe (série télévisée) - Hawaii 5-0 (série télévisée) - Ben and Kate (série télévisée) - Bunheads (série télévisée) - NCIS : Enquêtes spéciales (série télévisée) - Intelligence (série télévisée) - The Whispers (série télévisée) - The Catch (série télévisée) - L'Exorciste (série télévisée) - War Machine - Gringo - Sierra Burgess Is a Loser | - Guillaume Lebon dans : - Mesures exceptionnelles - Succession (série télévisée) - The Dropout (série télévisée) - Death Business Et aussi - Luq Hamet dans La Folle Journée de Ferris Bueller[réf. nécessaire] - Chris Bénard dans Les Trois Fugitifs - Michel Vigné dans Young Guns 2 - Lionel Henry dans Speed - Charles Borg dans Star Trek : Générations - Éric Missoffe dans Twister - Jérôme Keen dans Treize à la douzaine - Daniel Beretta dans Stargate Atlantis (série télévisée) - Olivier Cuvellier dans Greek (série télévisée) - David Krüger dans Eureka (série télévisée) - Erwin Grünspan (*1973 - 2021) dans I Love You, Beth Cooper - Jean-François Aupied dans Major Crimes (série télévisée) - Philippe Catoire dans Captive State - Adrien Antoine dans Solar Opposites (voix) - Jean-Philippe Puymartin dans Freaky |

## Distinctions

### Récompenses
- Screen Actors Guild Awards 2022: Meilleure distribution pour une série dramatique pour Succession partagé avec Nicholas Braun, Juliana Canfield, Brian Cox, Dagmara Dominczyk, Peter Friedman, Jihae, Justine Lupe, Matthew Macfadyen, Dasha Nekrasova, Scott Nicholson, David Rasche, Kieran Culkin, J. Smith-Cameron, Sarah Snook, Fisher Stevens, Jeremy Strong et Zoe Winters.

### Nominations
- Primetime Emmy Awards 2023 : Meilleur acteur dans un second rôle dans une série télévisée dramatique pour Succession
- Golden Globes 2024 : Meilleur acteur dans un second rôle dans une série, une mini-série ou un téléfilm pour Succession
- Screen Actors Guild Awards 2024 : meilleure distribution pour une série dramatique partagé avec Nicholas Braun, Juliana Canfield, Brian Cox, Dagmara Domińczyk, Peter Friedman, Justine Lupe, Matthew Macfadyen, Arian Moayed, Scott Nicholson, David Rasche, Kieran Culkin, Alexander Skarsgård, J. Smith-Cameron, Sarah Snook, Fisher Stevens, Jeremy Strong, et Zoë Winters